# Gobernador Udaondo
Gobernador Udaondo es una localidad argentina del partido de Cañuelas, en la provincia de Buenos Aires.

## Toponimia
Su nombre es un homenaje al gobernador de la provincia de Buenos Aires, Guillermo Udaondo, quien ejerció como tal entre 1894 y 1898.

## Geografía

### Ubicación
La localidad se encuentra sobre la ruta provincial 215.
Se encuentra a 25 km al este de San Miguel del Monte y a 36 km al oeste de Brandsen, accediéndose a ambas a través de la ruta provincial 215.
El camino más cercano a la ciudad de Cañuelas es a través de la ruta provincial 215 hasta el acceso a San Miguel del Monte, para luego seguir por la ruta provincial 41 y después la ruta nacional 3 hasta la ciudad cabecera, siendo en total 68 km.

### Población
Cuenta con 330 habitantes (Indec, 2010), lo que representa un incremento del 19 % frente a los 277 habitantes (Indec, 2001) del censo anterior.
| Gráfica de evolución demográfica de Gobernador Udaondo entre 1991 y 2010 |
|                                                                          |
| Fuente: Censos nacionales del INDEC                                      |

### Sismicidad
La región responde a la «subfalla del río Paraná», y a la «subfalla del río de la Plata», con sismicidad baja; y su última expresión se produjo el 5 de junio de 1888 (137 años), a las 3.20 UTC-3, con una magnitud aproximadamente de 5,0 en la escala de Richter (terremoto del Río de la Plata de 1888).
La Defensa Civil municipal debe advertir sobre escuchar y obedecer acerca de 
Área de
- Tormentas severas periódicas
- Baja sismicidad, con silencio sísmico de 137 años

## Ferrocarril
Era una parada del Ferrocarril Provincial de Buenos Aires. Desde su estación ferroviaria pasaban los ramales a La Plata, Mira Pampa, Azul y Loma Negra.